# Williams Mansilla
Williams Agberto Mansilla Fernández (Ciudad de Guatemala, 24 de abril de 1964) es un militar guatemalteco, fungió como Ministro de la Defensa Nacional de la República de Guatemala, durante los periodos presidenciales de Otto Pérez Molina (durante el 16 de julio hasta el 3 de septiembre de 2015), Alejandro Maldonado Aguirre (del 3 de septiembre de 2015 al 14 de enero de 2016) y Jimmy Morales (del 14 de enero de 2016 hasta el 1 de octubre de 2017).

## Biografía
Mansilla ingresó a la Escuela Politécnica el 5 de enero de 1982, graduándose con honores militares. También se graduó de varias especializaciones militares. Actualmente enfrenta juicio de peculado por sustracción y abuso de autoridad, al haber avalado un bono para el entonces presidente Jimmy Morales. Para ello Mansilla fabricó un acuerdo sin hacer un análisis jurídico ni dictamen financiero. 

## Condecoraciones
- Medalla de constancia en el servicio de primera clase
- Medalla de constancia en el servicio de segunda clase
- Distintivo de tiempo de servicio de 30 años
- Medalla de constancia en el servicio de tercera clase
- Medalla de conducta de primera clase
- Distintivo de tiempo de servicio 25 años
- Cruz de las fuerzas de tierra
- Cruz de servicios distinguidos
- Distintivo de tiempo de. Servicio 20 años
- Cuarta citación orden general estrella plata
- Medalla de mérito intelectual
- Cuarta citación orden general estrella de oro
- Tercera citación orden general Estrella bronce
- Tercera citación orden general estrella plata
- Medalla militar Deportiva de segunda clase
- Medalla monja blanca de segunda Clase
- Segunda citación orden general estrella bronce
- Medalla de la paz en plata
- Distintivo de tiempo de servicio 15 años
- Primera citación presidencial
- Medalla de conducta de segunda clase
- Primera citación orden general estrella bronce
- Distintivo de tiempo de servicio 10 años
- Alas de paracaidista del ejército de Estados Unidos
- Orden del Quetzal en grado de gran cruz